# Kill Kill Kill
Albums de Anti-Flag
Rock'n with Father Mike
(1993) Die for the Government
(1996)
Kill Kill Kill est le premier enregistrement solo d'Anti-Flag. C'est un EP sorti sur 7" en 1995. 
Les versions de You'd Do the Same, No More Dead, et Kill the Rich de cet EP sont exactement les mêmes enregistrements que sur Die for the Government, mais cette version de Davey Destroyed the Punk Scene est exclusive à cet EP.

## Liste des pistes
1. You'd Do the Same
2. No More Dead
3. Kill the Rich
4. Davey Destroyed the Punk Scene

## Membres du groupe
- Justin Sane – Chant, guitare
- Pat Thetic – Batterie
- Andy Flag – Guitare basse, chant

## Source de la traduction
- (en) Cet article est partiellement ou en totalité issu de l’article de Wikipédia en anglais intitulé « Kill Kill Kill (EP) » (voir la liste des auteurs).